# 12位元
在计算机系统结构中，12位元整数、記憶體位址或其他数据單位是指數據长度为12位元（1.5字节）宽的数据类型，12位元的二進位的數字能表示4096個不同的組合，且對應0至4095的整數。另外，12位元架构的中央处理器（CPU）或者算術邏輯單元（ALU）是指其暫存器、位址匯流排或資料匯流排為12位元的中央处理器或算術邏輯單元。
最有名的12位计算机为PDP-8和它的同类产品，类如Intersil 6100微处理器在1963年8月中旬至1990年生产。许多模拟-数字转换器（ADC）采用12位。一些PIC微控制器也采用12位位元。
12位二进制有着4096个不同的组合，因此，使用12位的存储器地址的微处理器可以直接访问寻址存储器的4096个字节（4 KiB）。而此时6位字符编码比较常见，可以组成一个12位的字，容纳两个字符，是一种方便的尺寸。

## 12位元的中央处理器或是電腦的列表
- 迪吉多
  - PDP-5
  - PDP-8
  - PDP-12
  - PDP-14
  - DECmate, 基于Intersil 6100的个人电脑
- Ford EEC I 汽车发动机控制单元
  - Toshiba TLCS-12 微处理器[1]
- 康大资讯公司
  - CDC 6600 - Peripheral Processor (PP)
  - CDC 160 series computers
- Scientific Data Systems SDS 92
- PC12 minicomputer
- Ferranti Argus
- LINC, later commercialized by DEC as the LINC-8
- Intersil IM6100 microprocessor